# 王馨渝 (羽毛球運動員)
王馨渝（英語：Ong Xin Yee，2006年10月23日—），马来西亚女子羽毛球運動員。2024年1月2日，世界青少年排名高居女單第七位。

## 簡歷
2021年11月，王馨渝出战捷克青少年国际系列赛，在女单决赛以2比0（21-19、21-8）击败了队友的西蒂·祖莱卡赢得首个国际青年系列赛女单冠军。

## 主要比賽成績
只列出曾進入準決賽的國際賽事成績：
| 年份   | 賽事                 | 公開賽級別 | 項目     | 拍檔   | 成績 |
| ------ | -------------------- | ---------- | -------- | ------ | ---- |
| 2023年 | 世界青年羽毛球錦標賽 | 其他       | 混合團體 | －     | 季軍 |
| 2024年 | 亞洲青年羽毛球錦標賽 | 其他       | 混合團體 | －     | 季軍 |
| 2024年 | 亞洲青年羽毛球錦標賽 | 其他       | 女子雙打 | 陈韦妏 | 季軍 |
| 2024年 | 世界青年羽毛球錦標賽 | 其他       | 混合團體 | －     | 季軍 |

| 2018-2026年 | 總決賽 | 超級1000賽 | 超級750賽 | 超級500賽 | 超級300賽 | 超級100賽 | 國際挑戰賽 | 國際系列賽 | 未來系列賽 | 其他 |